# Đầu sao chổi

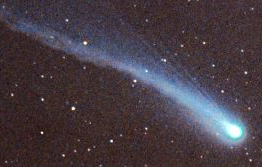
comet Ikeya-Zhang với phần đầu phát sáng (tháng 3 năm 2002)

Trong thiên văn học, một đầu sao chổi (coma) (bắt nguồn từ chữ Hy Lạp κόμη, nghĩa là "tóc") là một vỏ bọc mờ bao quanh nhân sao chổi. Nó được hình thành khi sao chổi đi đến gần Mặt Trời; khiến cho sao chổi ấm lên và một phần của nó thăng hoa.